# سیفوستما
سیفوستما(نام علمی: Cyphostemma) نام یک سرده از تیره انگوریان است.